# Одзія-тідзімі

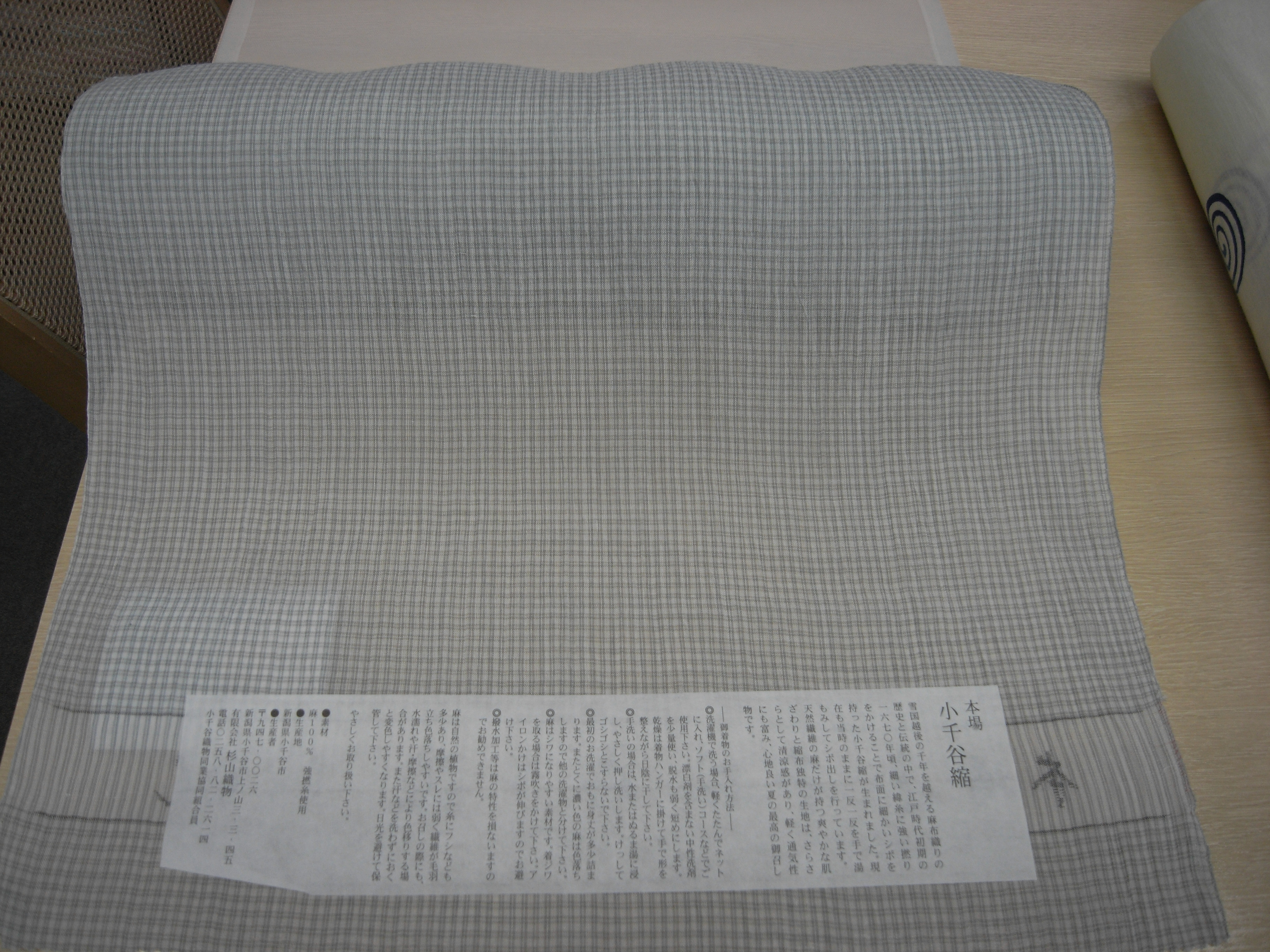
Одзія-тідзімі

Одзія-тідзімі (яп. 小千谷縮) — це коноплі, які плетуть в основному в Одзія, Ніігата в Японії. Це тканина з використанням рамі (тканина рамі). У 1955 році вона була визнана важливим нематеріальним культурним надбанням, а у 2009 році була зареєстрована як нематеріальна культурна спадщина разом з Етіґо-дзьофу.